# Pasternik (województwo dolnośląskie)
Pasternik (dawniej niem. Hinterheide) – wieś w Polsce położona w województwie dolnośląskim, w powiecie bolesławieckim, w gminie Gromadka.

## Położenie
Miejscowość jest położona nad niewielkim potokiem Zazdrośnik, wpadającym do Czarnej Wody. Wieś leży niemal w centrum Borów Dolnośląskich, w obrębie leśnym Wierzbowa w Nadleśnictwie Chocianów.
W latach 1975–1998 miejscowość położona była w województwie legnickim. Zaś, uprzednio w latach 1954–1972, wieś należała do gromady Wierzbowa, w ówczesnym województwie wrocławskim.
Wierni Kościoła rzymskokatolickiego należą do parafii Wniebowzięcia NMP w Chocianowie. W Pasterniku znajduje się Kaplica Chrystusa Króla, która została rozbudowana w 1964 roku z kaplicy cmentarnej.